# ألفريدو كو
ألفريدو بيمنتل كو许培堆 (مواليد عام 1949) هو أول عالم بالصينيات في الفلبين وفيلسوف رائد في جنوب شرق آسيا. وكان الرئيس المؤسس لفلسفة دائرة الفلبين. وفي عام 2008، كان الباحث الآسيوي الوحيد إلى الآن الذي يلقي محاضرة كاملة في المؤتمر العالمي للمؤسسات الفلسفية الجامعية الكاثوليكية (COMIUCAP). وحاليًا، هو رئيس الأكاديمية الفلبينية للبحوث الفلسفية ورئيس اللجنة الفنية للفلسفة في لجنة التعليم العالي.

## النشأة والتعليم
في عام 1967، حاز كو على لقب «شاب صيني متفوق في الفلبين» من قِبل جمهورية الصين خلال عامه الثاني في المدرسة الثانوية بـمدينة نجا. وحصل كو على درجة الفلسفة من كلية الفلسفة والآداب في ذلك الوقت في جامعة سانتو توماس البابوية والملكية في عام 1972، وبعد التخرج بأربع سنوات حصل على درجة الماجستير والدكتوراه من الجامعة ذاتها.

## الحياة العملية
يحمل كو شهادتي دراسات ما بعد الدكتوراه وزمالتين من الخارج. وكان باحثًا خاصًا من جامعة سوكا في برنامج الدراسات الآسيوية الدولية بـجامعة هونغ كونغ الصينية بسبب دراسات ما بعد الدكتوراه التي أجراها عن الفلسفة الكلاسيكية الصينية في الفترة بين 1977 و1978. وقد حصل على دورات مكثفة في اللغة الفرنسية من جامعة بواتيير واللغة الفرنسية الفنية من جامعة بوردو والفلسفة المقارنة من جامعة السوربون-باريس كباحث في الحكومة الفرنسية في الفترة 1979-1981. وكتب رسالة علمية باللغة الفرنسية عنوانها: La notion de Yi chez Kong Zi et la concepcion de la liberte chez Jean-Jacques Rousseau: La Politique du devoir et la politique du droit (نظرية يي عند كونفوشيوس ومفهوم الحرية عند جان جاك روسو: سياسة الفرض وسياسة الحرية).
كان زميلاً خاصًا في المؤسسة الثقافية الباسيفيكية في تايوان وزميلاً خاصًا في الجمعية الدولية للدراسات والبحوث بين الثقافات (الهند). أصبح كو مطلوبًا للغاية بعد محاضرة ألقاها في الفلبين والخارج؛ حيث تلقى دعوة لإلقاء محاضرات في اليابان وهونغ كونغ الصين وتايوان وأوروبا وروسيا وكندا وغيرها. وبوصفه أول عالم بالصينيات في الفلبين، فقد تلقى دعوة كأستاذ زائر من جامعة أتينيو دي مانيلا وجامعة دي لاسال وجامعة سان كارلوس.
اكتشف دائرة فلسفة الفلبين في عام 1972 وفي الوقت الحالي، يشغل منصب رئيس أكاديمية الفلبين المتميزة للبحوث الفلسفية ومحرر في صحيفة الفلسفة كورونانجان - صحيفة فلسفية تحظى باحترام كبير في الفلبين ومنتشرة على مستوى العالم. بالإضافة إلى أنه عضو في الاتحاد الدولي لجمعيات الفلسفة (Federation Internationale des Societes de Philosophie) الذي يقع مقره في مدينة فريبورغ بسويسرا والجمعية الآسيوية للفلاسفة الكاثوليكيين (Asian Association of the Catholic Philosophers). ومع صدور العديد من المطبوعات في صحف مرموقة، أصبح الدكتور كو مستشارًا لمطبوع «الثقافة والضالة المنشودة» (CULTURE and QUEST) بجامعة كلكتا، الهند وصحيفة يونيتاس (UNITAS) بجامعة سانتو توماس (U.S.T.) وصحيفة البوذي (BUDHI) بجامعة أتينيو دي مانيلا. ويشغل حاليًا منصب رئيس اللجنة الفنية للفلسفة في لجنة التعليم العالي الفلبينية (CHED) وأستاذ في الفلسفة في جامعة سانتو توماس.
بالإضافة إلى الشخصيات البارزة فرانك بودينهوتسر وخوان لويس سكانوني وجان لوك ماريون، كان كو الباحث الآسيوي الأول والوحيد حتى الآن الذي يلقي محاضرة كاملة في المؤتمر العالمي للمؤسسات الفلسفية الجامعية الكاثوليكية (COMIUCAP) في عام 2008.

## الكتاب التذكاري
في عام 2010، حاز كو على كتاب تذكاري من ثمانية مجلدات من جامعة سانتو توماس تكريمًا له على إنجازاته البارزة والمتميزة في مجال الفلسفة. ويعد الكتاب التذكاري الذي يضم مجموعة من كتاباته والمقالات الاحتفالية من زملاء وطلاب سابقين نقطة تحول في تاريخ الفلسفة في الفلبين. ويطلق عليه طلابه بإعزاز اسم الأستاذ المبجل.